# Bludgeon
Bludgeon är ett death metal/thrash metal-band ifrån Chicago, USA. Bandet grundades 1997 och släppte sitt första, självutgivna studioalbum, Inner Hell, året därpå. 2002 utgavs studioalbumet Crucify the Priest, då på skivbolaget Metal Blade Records. Sedan dess har man bytt skivbolag till Magic Circle Music.
År 2002 åkte de på världsturnén Warriors of the World Tour tillsammans med Manowar.

## Medlemmar
Nuvarande medlemmar
- Marc Duca – sång, rytmgitarr
- Blaze (Ryan Blazek) – trummor
- CS (Chris Studtmann) – basgitarr

Tidigare medlemmar
- E (Eric Karol) – basgitarr, bakgrundssång
- Carlos Alvarez – sologitarr, bakgrundssång (2000–?)
- Chewy (Matt Dezynski) – trummor

## Diskografi
Demo
- Bludgeon (1992)
- Reality (1993)
- Mutilation Murder (1994)

Studioalbum
- Inner Hell (1998)
- Crucify the Priest (2002)
- World Controlled (2006)

Video
- Crucified Live (DVD) (2003)